# Uvaria dasychlamys
Uvaria dasychlamys är en kirimojaväxtart som beskrevs av Friedrich Anton Wilhelm Miquel. Uvaria dasychlamys ingår i släktet Uvaria och familjen kirimojaväxter. Inga underarter finns listade i Catalogue of Life.